# Fujiwara Matsusaburō

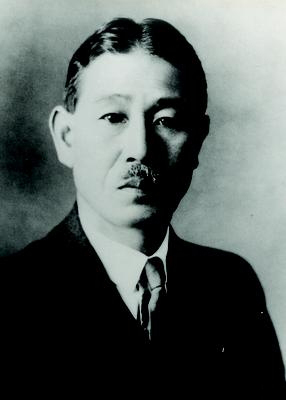
Matsusaburō Fujiwara

Fujiwara Matsusaburō (jap. 藤原 松三郎; * 14. Februar 1881 in Tsu; † 12. Oktober 1946 in Fukushima) war ein japanischer Mathematiker.

## Leben
Fujiwara besuchte die höhere Schule in Kyoto und studierte Mathematik an der Universität Tokyo, der ersten Kaiserlichen Universität, und schloss das Studium im Jahr 1905 ab. Sein wichtigster Lehrer war dort Rikitaro Fujisawa (1861–1933). Nach dem Abschluss setzte er seine Studien zunächst fort. 1906 wurde er Lehrer an der Ersten Höheren Schule in Tokyo (Dai-ichi kōtō gakkō). 1908 wurde er mit Hayashi Tsuruichi (1873–1935) zum Professor an der 1907 neu gegründeten dritten Kaiserlichen Universität Tōhoku in Sendai ernannt. Zur Vorbereitung schickte man ihn 1908 zu einem Studienaufenthalt nach Göttingen, Paris und Berlin. Nach der Rückkehr trat Fujiwara im Februar 1912 seine Professor an der Universität Tōhoku an, wo er eng mit dem Mathematiker Hayashi Tsuruichi zusammenarbeitete. Dieser hatte 1911 die mathematische Fachzeitschrift Tōhoku Mathematical Journal gegründet, in der auch Fujiwara viele seiner Ergebnisse veröffentlichte. 1914 erhielt er sein Doktorat auf Empfehlung des Präsidenten der Universität.
Fujiwara trug viel zur Entwicklung des mathematischen Instituts der Universität Tōhoku bei; so ermöglichten zum Beispiel seine Kontakte zu europäischen Mathematikern den Aufbau einer umfangreichen Bibliothek. Er arbeitete auf mehreren mathematischen Gebieten, z. B. der Analysis, Geometrie und Zahlentheorie, und schrieb mehr als 100 mathematische Fachartikel auf Deutsch, Englisch und Japanisch. Nach dem Tod seines Kollegen Hayashi 1935 beschloss er, sich wie dieser auch der Geschichte der traditionellen Mathematik (Wasan) in Japan zuzuwenden und hielt neben Vorlesungen über westliche Mathematik auch solche über die traditionelle japanische Mathematik am Mathematikinstitut in Tohoku. 1928/29 erschien sein Lehrbuch der Algebra in zwei Bänden und 1934 bis 1939 sein zweibändiges Lehrbuch der Analysis. Sein Manuskript über Mathematikgeschichte in Japan überlebte den Bombenangriff auf Sendai im Juli 1945 und wurde postum veröffentlicht. Er galt als führender Historiker der traditionellen japanischen Mathematik neben Mikami Yoshio.
Im Jahr 1925 wurde er zusammen mit dem Mathematiker Teiji Takagi in die Japanische Akademie der Wissenschaften gewählt. Während Takagi als der originellere Forscher galt (er lieferte wesentliche Beiträge zur Klassenkörpertheorie), war Fujiwara für seine Gelehrsamkeit bekannt. 1936 nahm er am Internationalen Mathematikerkongress in Oslo teil.

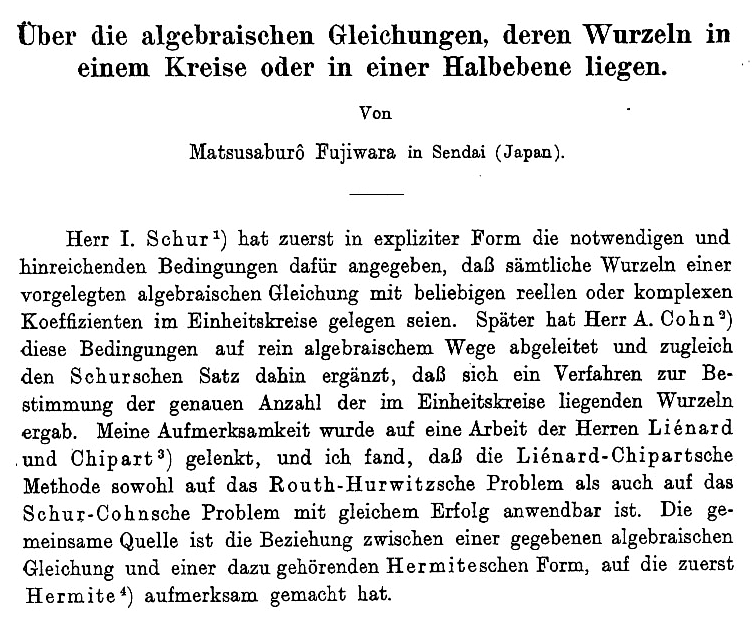
Beginn eines Artikels von Matsusaburō Fujiwara in der Mathematischen Zeitschrift, 1926

## Schriften
- Meiji-zen Nippon Sugakushi (Geschichte der Mathematik in Japan vor der Meiji-Zeit), 5 Bände, 1954 bis 1960
- Nippon Sugakushi-yo (Kurze Geschichte der japanischen Mathematik), 1952
- Seiyo Sugakushi (Geschichte der westlichen Mathematik), 1956
- (mit Sōichi Kakeya): On some problems of maxima and minima for the curve of constant breadth and the in-revolvable curve of the equilateral triangle, Tōhoku Math. J. 11, 92–110, 1917
- Ein Problem aus der Theorie der diophantischen Approximationen, Vortrag beim Internationalen Mathematikerkongress 1936 in Oslo, online (PDF-Datei; 117 kB)